# Colonia Independencia, Oaxaca
Colonia Independencia är en ort i Mexiko.   Den ligger i kommunen San Pedro Mixtepec -Dto. 22 - och delstaten Oaxaca, i den sydöstra delen av landet, 500 km sydost om huvudstaden Mexico City. Colonia Independencia ligger 62 meter över havet och antalet invånare är 333.
Terrängen runt Colonia Independencia är platt åt sydväst, men åt nordost är den kuperad. Havet är nära Colonia Independencia åt sydväst. Runt Colonia Independencia är det glesbefolkat, med 9 invånare per kvadratkilometer. Närmaste större samhälle är Puerto Escondido, 2,0 km väster om Colonia Independencia. Omgivningarna runt Colonia Independencia är en mosaik av jordbruksmark och naturlig växtlighet.